# Sun is up
"Sun Is Up" és una cançó gravada per la cantant romanesa Inna per al seu segon àlbum d'estudi, I Am the Club Rocker (2011), i també inclosa a la versió britànica del seu àlbum debut Hot (2009). Escrita i produïda pels membres de Play & Win, Sebastian Barac, Radu Bolfea i Marcel Botezan, la cançó es va llançar a l'octubre del 2010 com el primer senzill d'I Am the Club Rocker. "Sun Is Up" és una cançó popular i va ser comparada amb "Boys (Summertime Love)" (1987) de Sabrina per un crític.
La cançó va rebre una bona acollida, amb crítics musicals que van elogiar la seva composició i es van referir a ella com a punt culminant del disc i de la carrera d'Inna. Va guanyar la categoria de la millor cançó dels Balcans de Romania per a la categoria 2010 als Balkan Music Awards 2011, mentre que també va rebre nominacions als Radio România Actualităţi i Romanian Music Awards 2011 i als premis Radar Media 2012. Per promocionar "Sun Is Up", Alex Herron va rodar un videoclip que acompanyava a finals d'agost de 2010 a Marbella, Espanya, i es va penjar al canal de YouTube d'Inna el 30 de setembre de 2010. Va promoure la gravació a través de diverses actuacions en directe. Comercialment, "Sun Is Up" va assolir els deu primers llocs de diversos països, mentre que va obtenir certificacions a Itàlia, Suïssa i el Regne Unit.